# Tim Cahill
Pour les articles homonymes, voir Cahill.
Timothy Filiga Cahill, plus communément appelé Tim Cahill, né le 6 décembre 1979 à Sydney (Australie), est un footballeur international australien qui évolue au poste de milieu de terrain entre 1998 et 2019.
Le 12 juin 2006, Tim Cahill entre dans l'histoire en marquant le premier but australien dans une Coupe du monde, contre le Japon.
Il est le meilleur buteur de la sélection australienne de football, ainsi que le deuxième joueur le plus capé de l'histoire de sa sélection.

## Biographie

### Début de carrière
Timothy Filiga Cahill est né à Sydney en Australie d'un père anglais d'origine irlandaise et d'une mère samoane. Sa famille le pousse vers le football dès son plus jeune âge. Il est d'abord élève au Bexley North Public School. Il passe ses deux premières années d’école secondaire à Tempe High School, puis il passe à la Kingsgrove North High School où il achève sa vie scolaire et où il rencontre son meilleur ami Robert Britton. Il joue au football chez le Balmain Police Boys Club et les Marickville Red Devils pendant sa jeunesse. Cahill a rendu visite à son ancienne école après le Mondial 2006 où il fut accueilli par la quasi-totalité des élèves actuels de l’établissement, même si sa visite eût lieu pendant les vacances scolaires.

### Millwall FC
En 1997, Cahill demande la permission à ses parents de déménager en Angleterre pour tenter de devenir footballeur professionnel. Tim part donc tenter sa chance là-bas. La transition est plus facile pour lui qu'elle aurait pu l'être, puisqu'il s'installe chez son cousin, Glenn Stanley et sa famille qui vivent à Grays, dans l'Essex. Son talent est évident et quelques mois plus tard Tim signe un contrat avec le Millwall Football Club, à Londres. Il fait ses débuts sous le maillot de ce club le 22 mai 1998. Cahill est l'un des héros de la campagne de rêve de Millwall en 2003-2004, qui parvient à atteindre la finale de la Coupe d'Angleterre pour la première fois de l'histoire du club avant de perdre face à Manchester United. Cahill reçoit plus de 100 000 voix pour le titre d'« homme de la journée » de la FA Cup après sa performance en demi-finale. Au total, Cahill joue 239 fois pour les Lions et marque 56 buts. Avant le début de la saison 2004-2005, Cahill change de club et est transféré à Everton Football Club, qui évolue en Premier League, pour un montant de 1,5 million de livres.

### Everton FC
Cahill parvient à s'adapter facilement en Premiership. Il termine sa première saison avec le titre de meilleur buteur du club, ainsi que le plus grand nombre de passes décisives. Il est élu joueur de la saison par les fans du club, qui se qualifie pour la phase préliminaire de la Ligue des champions, dépassant son grand rival, le Liverpool Football Club, au classement pour la saison 2004-2005. Cahill est connu pour son aptitude à arriver au bon moment dans la surface de réparation, ses coups de tête et ses tacles sans compromis. Au terme d'une saison pleine de moments forts mais aussi de quelques déceptions, Cahill marque plusieurs buts décisifs parmi les 13 buts de la saison - un chiffre impressionnant pour un milieu de terrain lors de sa première année en C1. Il marque l'un des plus beaux buts de la saison contre Liverpool, même si les Reds remportent finalement la rencontre (1-2). En août 2005, Everton prolonge le contrat liant Cahill au club, accordant à celui-ci une augmentation de salaire qui reflète sa contribution à l’équipe. Au moment de la signature de son nouveau contrat, Cahill déclare : « Tout ce que je peux dire c'est que c'est un autre rêve qui se réalise, cinq ans de plus chez le club que j'aime plus que tout et qui m'a donné cette occasion ».
Le 24 juillet 2012, Everton annonce le transfert du joueur pour les New York Red Bulls.

### Fin de carrière
Le 1er septembre 2018, Cahill rejoint le club indien du Jamshedpur FC.
Le 28 mars 2019, il annonce sa retraite sportive à l'âge de trente-neuf ans.

## Carrière internationale
Né d'une mère samoane, Cahill opte d'abord pour la sélection des Samoa. Il est sélectionné à une reprise avec l'équipe des Samoa de moins des 17 ans en 1993. Il décide par la suite de garder la nationalité sportive australienne et honore sa première sélection sous le maillot vert et or de l'équipe nationale australienne le 30 mars 2004 lors d'un match amical contre l'Afrique du Sud. Il représente également son pays aux Jeux olympiques de 2004. Il est nommé « footballeur océanien de l'année » en 2004, rejoignant Harry Kewell, Mark Viduka, Brett Emerton, Christian Karembeu et Mark Bosnich sur la liste de gagnants de ce prix attribué depuis 1988. Cahill est ensuite titulaire pour la victoire de l'Australie sur l'Uruguay en match de barrage retour, qui voit son pays se qualifier pour la Coupe du monde 2006 en Allemagne à l'issue de la séance de tirs au but après prolongations (1-0 puis 4 tirs au but à 2).
Il prend part à la Coupe du monde 2014 au Brésil. À cette occasion, il est remarqué pour son but face aux Pays-Bas lors de la phase de poules.
En 2015, il remporte la Coupe d'Asie des nations. Il inscrit par ailleurs trois buts dans la compétition.
En juin 2018, Tim Cahill est retenu par le sélectionneur Bert van Marwijk pour faire partie des vingt-trois joueurs représentant l'Australie à la Coupe du monde 2018.
Le 17 juillet 2018, Cahill annonce qu'il prend sa retraite internationale via son compte Twitter, après avoir inscrit 50 buts en 107 sélections avec l'équipe d'Australie.
Le 20 novembre 2018, il honore une dernière sélection avec les Socceroos lors d'un match amical à l'ANZ Stadium face au Liban (victoire 3-0).

## Statistiques
| Saison                | Club                  | Championnat           | Championnat | Championnat | Coupe nationale | Coupe nationale | Coupe de la Ligue | Coupe de la Ligue | Supercoupe | Supercoupe | Compétition(s) continentale(s) | Compétition(s) continentale(s) | Compétition(s) continentale(s) | Australie | Australie | Total | Total |
| Saison                | Club                  | Division              | M.          | B.          | M.              | B.              | M.                | B.                | M.         | B.         | Comp.                          | M.                             | B.                             | M.        | B.        | M.    | B.    |
| 1997-1998             | Millwall FC           | Second Division       | 1           | 0           | -               | -               | -                 | -                 | -          | -          | -                              | -                              | -                              | -         | -         | 1     | 0     |
| 1998-1999             | Millwall FC           | Second Division       | 40          | 6           | -               | -               | 1                 | 0                 | -          | -          | -                              | -                              | -                              | -         | -         | 41    | 6     |
| 1999-2000             | Millwall FC           | Second Division       | 47          | 12          | 2               | 0               | 2                 | 0                 | -          | -          | -                              | -                              | -                              | -         | -         | 51    | 12    |
| 2000-2001             | Millwall FC           | Second Division       | 41          | 9           | 3               | 0               | 4                 | 1                 | -          | -          | -                              | -                              | -                              | -         | -         | 48    | 10    |
| 2001-2002             | Millwall FC           | First Division        | 45          | 13          | 2               | 0               | 2                 | 0                 | -          | -          | -                              | -                              | -                              | -         | -         | 49    | 13    |
| 2002-2003             | Millwall FC           | First Division        | 11          | 3           | -               | -               | -                 | -                 | -          | -          | -                              | -                              | -                              | -         | -         | 11    | 3     |
| 2003-2004             | Millwall FC           | First Division        | 40          | 9           | 7               | 3               | 1                 | 0                 | -          | -          | -                              | -                              | -                              | 4         | 6         | 52    | 18    |
| Sous-total            | Sous-total            | Sous-total            | 225         | 52          | 14              | 3               | 10                | 1                 | -          | -          | -                              | -                              | -                              | 4         | 6         | 253   | 62    |
| 2004-2005             | Everton FC            | Premier League        | 33          | 11          | 2               | 1               | 3                 | 0                 | -          | -          | -                              | -                              | -                              | 6         | 1         | 44    | 13    |
| 2005-2006             | Everton FC            | Premier League        | 32          | 6           | 3               | 1               | -                 | -                 | -          | -          | C1+C3                          | 4                              | 1                              | 10        | 4         | 49    | 12    |
| 2006-2007             | Everton FC            | Premier League        | 18          | 5           | 3               | 2               | -                 | -                 | -          | -          | -                              | -                              | -                              | 7         | 1         | 28    | 8     |
| 2007-2008             | Everton FC            | Premier League        | 18          | 7           | 4               | 1               | -                 | -                 | -          | -          | C3                             | 6                              | 2                              | 1         | 1         | 29    | 11    |
| 2008-2009             | Everton FC            | Premier League        | 30          | 8           | 7               | 1               | 1                 | 0                 | -          | -          | C3                             | 2                              | 0                              | 5         | 3         | 45    | 12    |
| 2009-2010             | Everton FC            | Premier League        | 33          | 8           | 2               | 1               | 1                 | 0                 | -          | -          | C3                             | 7                              | 1                              | 9         | 5         | 52    | 15    |
| 2010-2011             | Everton FC            | Premier League        | 27          | 9           | 1               | 0               | -                 | -                 | -          | -          | -                              | -                              | -                              | 10        | 2         | 38    | 11    |
| 2011-2012             | Everton FC            | Premier League        | 35          | 2           | 4               | 0               | 2                 | 0                 | -          | -          | -                              | -                              | -                              | 9         | 3         | 50    | 5     |
| Sous-total            | Sous-total            | Sous-total            | 226         | 56          | 26              | 7               | 7                 | 0                 | -          | -          | -                              | 19                             | 4                              | 57        | 20        | 335   | 87    |
| 2012                  | Red Bulls de New York | MLS                   | 12+2        | 1+0         | -               | -               | -                 | -                 | -          | -          | -                              | -                              | -                              | 5         | 2         | 19    | 3     |
| 2013                  | Red Bulls de New York | MLS                   | 27+2        | 11+1        | -               | -               | -                 | -                 | -          | -          | -                              | -                              | -                              | 6         | 3         | 35    | 15    |
| 2014                  | Red Bulls de New York | MLS                   | 23+5        | 2+1         | -               | -               | -                 | -                 | -          | -          | -                              | -                              | -                              | 10        | 7         | 38    | 10    |
| 2015                  | Red Bulls de New York | MLS                   | -           | -           | -               | -               | -                 | -                 | -          | -          | LCC                            | 1                              | 0                              | 6         | 3         | 7     | 3     |
| Sous-total            | Sous-total            | Sous-total            | 71          | 16          | -               | -               | -                 | -                 | -          | -          | -                              | 1                              | 0                              | 27        | 15        | 99    | 31    |
| 2015                  | Shanghai Shenhua      | CSL                   | 28          | 11          | 6               | 1               | -                 | -                 | -          | -          | -                              | -                              | -                              | 6         | 5         | 40    | 17    |
| 2016                  | Hangzhou Greentown    | CSL                   | 17          | 4           | -               | -               | -                 | -                 | -          | -          | -                              | -                              | -                              | 3         | 2         | 20    | 6     |
| 2016-2017             | Melbourne City        | A-League              | 20+1        | 11+0        | -               | -               | -                 | -                 | -          | -          | -                              | -                              | -                              | 5         | 1         | 26    | 12    |
| 2017-2018             | Melbourne City        | A-League              | 6           | 0           | -               | -               | -                 | -                 | -          | -          | -                              | -                              | -                              | 8         | 2         | 14    | 2     |
| Sous-total            | Sous-total            | Sous-total            | 27          | 11          | -               | -               | -                 | -                 | -          | -          | -                              | -                              | -                              | 13        | 3         | 40    | 14    |
| 2017-2018             | Millwall FC           | Championship          | 10          | 0           | -               | -               | -                 | -                 | -          | -          | -                              | -                              | -                              | 3         | 0         | 13    | 0     |
| 2018-2019             | Jamshedpur FC         | Indian Super League   | 11          | 2           | -               | -               | -                 | -                 | -          | -          | -                              | -                              | -                              | 3         | 0         | 14    | 2     |
| Total sur la carrière | Total sur la carrière | Total sur la carrière | 495         | 123         | 40              | 10              | 17                | 1                 | -          | -          | -                              | 19                             | 4                              | 107       | 50        | 678   | 188   |

## Palmarès

### En club
- Millwall FC
  - Champion d'Angleterre de D3 en 2001
  - Finaliste de la Coupe d'Angleterre en 2004
- Everton FC
  - Finaliste de la Coupe d'Angleterre en 2009
- Melbourne City FC
  - Vainqueur de la Coupe d'Australie en 2016.

### En sélection nationale
- Vainqueur de la Coupe d'Asie des nations en 2015.
- Vainqueur de la Coupe d'Océanie des nations en 2004.

### Distinctions personnelles
- Footballeur océanien de l'année en 2004
- Membre de l'équipe-type de Premier League en 2004
- Nommé au Ballon d'or 2006.
- Premier joueur australien à avoir marqué un but en phase finale de Coupe du monde en 2006[14].
- Nommé du MLS Best XI en 2013.
- Nommé dans l'équipe-type de la Coupe d'Asie 2015.